# Billy Budd (opéra)
Pour les articles homonymes, voir Billy Budd.
Versions successives
- version en deux actes, radio-diffusée en 1960
- création de la version en deux actes le 9 janvier 1964

Personnages
- Edward Fairfax Vere, commandant de l'HMS Indomptable (ténor)
- Billy Budd, gabier de misaine (baryton)
- John Claggart, maître d'armes (basse)

Airs
- Look! Through the port comes the moonshine astray (Billy) — Acte II

Billy Budd est un opéra en anglais de Benjamin Britten (op. 50). La première version, datant de 1951, est en quatre actes ; une version révisée, plus ramassée, en deux actes, d'abord radio-diffusée en 1960, a été créée le 9 janvier 1964.
L’action se passe à bord du HMS Indomptable (en anglais, HMS Indomitable) pendant la guerre entre le Royaume-Uni et la France révolutionnaire de l’été 1797. Le navire de guerre s'achemine seul, au large des côtes françaises, pour rejoindre la flotte de la Méditerranée.
La particularité de cet opéra, quasiment unique, est d’être chanté uniquement par des voix d'hommes.
Le livret est une adaptation d'E. M. Forster et d'Eric Crozier, d’après la nouvelle éponyme d’Herman Melville. Il s'ouvre et se referme par deux ariosos (prologue et épilogue), sur la figure du commandant Vere, incarné dans sa version initiale par Peter Pears.

## Contexte d'écriture et première
E. M. Forster et Britten se sont rencontrés avant la Seconde Guerre mondiale et ont noué une solide amitié l'un avec l'autre. Pendant l'année 1948, on dit que Foster prépare un livret d'opéra pour Britten. Au mois de novembre, Britten semble avoir mentionné Billy Budd comme une possibilité. C'est justement une nouvelle que Forster traite dans les cours qu'il dispense à l'Université de Cambridge. En réalité, Forster a déjà accepté le projet et travaille dessus avec Eric Crozier pour écrire le livret.
Alors que Britten est en train d'écrire son opéra, le compositeur italien Giorgio Federico Ghedini sur un livret du Prix Nobel Salvatore Quasimodo lance sa propre version de Billy Budd, qui est représentée en 1949 lors de la Biennale de Venise. Cela perturbe Britten mais l'opéra de Ghedini n'aura pas un impact majeur par la suite.
Le premier rôle est à l'origine écrit par Britten pour Geraint Evans mais celui-ci décide de se retirer car le ton est trop haut pour sa voix. Britten choisit alors Theodor Uppman pour le remplacer et Evans interprète un autre rôle, Mr Flint. Britten présente la première le 1er décembre 1951 au Covent Garden. Elle fait l'objet de 17 rappels et Uppman est acclamé comme une nouvelle star.

## Évolution du livret et enregistrements
À l'origine, l'opéra est composé en quatre actes. En 1960, en vue d'une réadaptation radiodiffusée à la BBC, et sans doute pour tenir compte de certaines critiques ainsi que de l'évolution de la voix de Peter Pears dans le rôle de Vere, Britten décide de le retravailler. Il le réduit donc à deux actes et supprime l'apparition de Vere à la fin de l'acte I. Le discours du vieil homme à la fin du prologue change alors de signification, il ne s'agit plus d'un discours public mais d'un moment de solitude passé dans sa cabine. La version modifiée est mise en scène par Britten lui-même avec Joseph Ward dans le rôle de Billy, Peter Pears dans celui de Vere et Michael Langdon dans celui de Claggart. La version finale est enregistrée à Covent Garden en 1964.
La version en deux actes, plus ramassée, est souvent considérée comme celle définitive, mais la version en quatre actes est occasionnellement rejouée et a également été enregistrée.
Parmi les barytons célèbres qui ont interprété le rôle de Billy Budd, on trouve notamment sir Thomas Allen, Simon Keenlyside, Richard Stilwell, Nathan Gunn, Rod Gilfry, Bo Skovhus, Thomas Hampson, Teddy Tahu Rhodes et Jacques Imbrailo.
Billy Budd a été rejoué au Théâtre du Châtelet à Paris dès 1952, avec la même distribution que Londres et a été joué pour la première fois aux États-Unis le 6 novembre 1970 à l'Opéra lyrique de Chicago. Uppman a repris le premier rôle. La distribution incluait également Richard Lewis dans le rôle du capitaine Vere, Geraint Evans dans le rôle de John Claggart, Bruce Yarnell dans le rôle de Mr Redburn, Raymond Michalski dans le rôle de Mr Flint et Arnold Voketaitis dans le rôle du lieutenant Ratcliffe. En 1964, István Kertész (1929 – 1973) reçoit commande de l'opéra de Cologne où il dirige la première allemande de Billy Budd. 
Une nouvelle adaptation de l’opéra de Britten, intitulée The Story of Billy Budd, Sailor, doit être créée au Festival d’Aix-en-Provence à l’été 2025. Cette production réunira Ian Rucker dans le rôle de Billy Budd, Christopher Sokolowski dans le rôle du capitaine Vere et Joshua Bloom dans le rôle de John Claggart.
Il existe 16 enregistrements de cet opéra (nom du chef d'orchestre) :
1. 1951 (sur le vif) - Benjamin Britten - Covent Garden (enregistré lors de la première au Covent Garden)
2. 1952 (FI) - Peter Herman Adler - Symphony of the Air Orchestra
3. 1966 (FI) - Charles Mackerras - London Symphony Orchestra
4. 1967 (studio) - Benjamin Britten - London Symphony Orchestra
5. 1978 (LI) - David Atherton - San Francisco Opera
6. 1988 - David Atherton - English National Opera
7. 1994 (LI) - Roderick Brydon - Orchestre de la Suisse romande
8. 1997 (LI) - Graeme Jenkins - Dallas Opera
9. 1997 (STU) - Kent Nagano - Hallé Orchestra (1er enregistrement en 4 actes)
10. 1998 (LI) - Andrew Litton - Welsh National Opera
11. 1999 (STU) - Richard Hickox - London Symphony Orchestra
12. 2000 (LI) - Isaac Karabtchevsky - Teatro la Fenice di Venezia
13. 2001 (LI) - Richard Bradshaw - Canadian Opera Company
14. 2001 (LI) - Donald Runnicles - Wiener Staatsoper (4 actes)
15. 2005 (LI) - Kent Nagano - Bayerische Staatsoper
16. 2007 (LI) - Daniel Harding - London Symphony Orchestra (sur le vif, Barbican)

## Personnages
| Personnage Edward Fairfax Vere, Commandant du HMS « Indomptable » Billy Budd, Gabier de misaine John Claggart, Capitaine d'armes Mr. Redburn, Second Mr. Flint, Officier de manœuvre Lieutenant Ratcliffe Red Whiskers, Marin enrôlé de force Donald, matelot Dansker, vieux marin Le novice L'ami du novice Squeak, caporal d'armes Bosco First Mate Grand'Hune Arthur Jones, marin enrôlé de force Officiers, matelots, gargoussiers, tambours, marsouins | Voix ténor baryton basse baryton basse ténor baryton basse ténor baryton ténor baryton ténor baryton chœur | Distribution initiale Peter Pears Theodor Uppman Frederick Dalberg Hervey Alan Geraint Evans Michael Langdon Anthony Marlowe Bryan Drake Inia Te Wiata William McAlpine John Cameron David Tree Rhydderch Davies Hubert Littlewood Emlyn Jones Alan Hobson Covent Garden Opera Chorus |

- Le Premier maître - baryton
- Le Second maître - baryton
- La Grand'hune - ténor
- L'ami du novice - baryton
- Quatre enseignes - voix de garçons
- Un mousse - voix parlée

## Composition de l'orchestre
- 4 flûtes (dont piccolos)
- 2 hautbois, cor anglais
- 2 clarinettes (dont une clarinette en mi bémol)
- 2 clarinettes basses
- saxophone alto
- 2 bassons, contrebasson
- 4 cors, 4 trompettes, 3 trombones, tuba
- timbales, percussions (6 musiciens)
- harpe
- cordes

## Argument
Prologue. Le capitaine britannique Edward Fairfax Vere est hanté par un épisode tragique de sa vie où il a été mis à l’épreuve. Il s’interroge sur la nature du bien et du mal.

### Acte I
Parmi les recrues forcées de son[pas clair] navire de guerre L'Indomptable, un vaisseau de 74 canons, se trouve le marin Billy Budd, jeune, beau et fort, mais qui bégaie sous le coup de l’émotion. Le maître d’équipage, John Claggart, reconnaît immédiatement la valeur de ce jeune matelot. Mais celui-ci se fait remarquer en faisant ses adieux fervents aux Droits de l’homme[pas clair] (il s'agit ici d'un navire marchand anglais qui fait référence à l'ouvrage de Thomas Paine et non le navire de guerre homonyme du lien), sans arrière-pensées, puisqu’il servait avant d’être recruté de force [pas clair]. Claggart décide de le harceler[pas clair].

### Acte II
Le capitaine Vere invite ses officiers à prendre un verre. Ils discutent dans le carré et le capitaine prend la défense de Billy Budd et rassure ses officiers sur une possible mutinerie[pas clair]. L’Indomptable entre dans les eaux ennemies, au large du Finistère. Mais Claggart révèle sa détermination[pas clair], un incident qu'il provoque[pas clair], pour mettre en cause Billy, ayant échoué, afin de le détruire, parce que sa bonté et sa beauté le mènent au désespoir. Il cherche alors à le corrompre avec des guinées, par le biais d’un novice pour, prétendument, fomenter une mutinerie.

### Acte III
Un combat naval commence mais s'enlise en raison du brouillard. Claggart profite de ce moment d’attente pour « révéler » au capitaine l’existence d’une mutinerie mais la brume se lève juste avant la révélation. Branle-bas de combat, une bordée est lâchée, mais faute de vent, le combat cesse. Claggart reprend aussitôt ses fausses accusations, même si le capitaine Vere ne veut pas y croire. Il décide de les confronter dans sa cabine. Lors de la confrontation, Billy sous le coup de l’émotion pour des accusations injustes bégaie : pour se défendre, il frappe alors Claggart et le tue sur le coup.
Une cour martiale est alors constituée. Vere, témoin de la scène, convaincu de l’innocence de Billy, ne prend pas sa défense. En raison de l’application sévère du code de guerre, Billy est condamné à être pendu sur-le-champ. C’est Vere qui lui communique le verdict, en coulisse pendant qu’un enchaînement de trente-quatre accords parfaits à l’orchestre sigle cette rencontre en huis clos, cachée aux spectateurs.

### Acte IV
Billy attend son exécution avec sérénité. Dansker lui apporte du grog et du biscuit (métaphore religieuse). Mais il accepte son sort et refuse la mutinerie de l’équipage. La sentence est exécutée sur les derniers mots de Billy : « Starry Vere, que Dieu vous bénisse ! ». L’équipage tente une révolte mais est renvoyé dans les batteries.

### Épilogue
Vere reconnaît avoir failli. Il sait que Billy l’a sauvé et l’a béni : « J’ai aperçu une voile dans la tempête, la voile qui brille tout là-bas, et je suis satisfait. J’ai vu où elle va. Il est un lieu où elle s’ancrera à jamais. Je suis à présent un vieil homme, et mon esprit peut évoquer en paix cette époque reculée… »

## Première et critique
La première a eu lieu au Royal Opera House (Covent Garden) le 1er décembre 1951. La critique est quasi unanime, tout comme pour Peter Grimes, six ans auparavant. L'historien de l'art Kenneth Clark n'hésite pas à affirmer qu'il s'agit là « d'un de ces chefs-d'œuvre majeurs qui transforment l'homme ». Stephen Spender va dans le même sens : « La musique est ample comme la houle et les fureurs de la mer, avec le son des sifflets, des cornes de brume et des cloches, l'impression de la présence de la brume… Je me suis senti exalté… ».

## Discographie
Parmi les nombreuses versions disponibles, la première mondiale de la version d’origine est disponible chez Erato (1998) : Kent Nagano en est le chef d’orchestre (il y dirige l'Hallé Orchestra), le baryton Thomas Hampson en joue le rôle-titre, tandis que Anthony Rolfe Johnson est Captain Vere et Eric Halfvarson John Claggart. Xavier de Gaulle, dans sa biographie Benjamin Britten ou l'Impossible Quiétude, cite évidemment, malgré leurs défauts techniques, la première mondiale sur le vif (1951) ainsi que la version de 1968 en deux actes dans un excellent enregistrement studio Decca (toutes deux dirigées par le compositeur).